# جيمس أوهارا
جيمس أوهارا (بالإنجليزية: James O'Hara)‏ هو ضابط أمريكي، ولد في 1752 في مقاطعة مايو في جمهورية أيرلندا، وتوفي في 1819 في بيتسبرغ في الولايات المتحدة.